# Burg Wirrenweiler
Die Burg Wirrenweiler ist eine abgegangene Burg im Bereich des heutigen Wohnplatzes Wirrenweiler bei der Gemeinde Rot an der Rot im Landkreis Biberach (Baden-Württemberg).
Die heute nicht mehr lokalisierbare Burg wurde 1580 als „Burgstall“ genannt. 1797 fand eine Vereinödung statt. Als Besitzer werden die Herren von Habsburg und die Herren von Essendorf genannt.